# بيت ترافيس
بيت ترافيس (بالإنجليزية: Pete Travis)‏ هو مخرج بريطاني، ولد في القرن العشرين في سالفورد في المملكة المتحدة.

## وصلات خارجية
- بيت ترافيس على موقع IMDb (الإنجليزية)
- بيت ترافيس على موقع ألو سيني (الفرنسية)
- بيت ترافيس على موقع أول موفي (الإنجليزية)
- بيت ترافيس على موقع بوكس أوفيس موجو (الإنجليزية)
- بيت ترافيس على موقع قاعدة بيانات الأفلام السويدية (السويدية)
- بيت ترافيس على موقع قاعدة بيانات الفيلم (الإنجليزية)
- بيت ترافيس على موقع كينوبويسك (الروسية)